# Mezotrion
A mezotrion gyomirtószer sokfajta kétszikű gyom ellen. Egyszikű gyomok ellen mérsékelten hatásos, ezért más készítményekkel kell kombinálni. Elsősorban kukoricaföldön használják, mert a kukorica (a többi egyszikűhöz hasonlóan) nagyon gyorsan elbontja a mezotriont. Jól használható vetés után, kelés előtt és állománykezelésre egyaránt.

## Hatásmód
A gyomnövények a levélen és a gyökéren keresztül veszik fel a mezotriont, amely a háncs- és a faszövetben szállítódik a gyökér és a csúcs irányába. Szisztémás hatású: gátolja a gyom HPPD enzimjének működését. Az enzim nélkül a gyom nem képes életben maradni.
A mezotrion összezavarja a növény leveleiben a karotinoidok képzéséért felelős folyamatokat. A karotinoidok a növényekben egyrészt a napsugarak hasznosításában, másrészt a túlhevülés elkerülésében játszanak szerepet. A mezotrion a kukoricában is okoz némi károsodást, és visszaveti annak növekedését, de a kukorica néhány hét múltán ismét erőre kap, és ezt követően a rövid ideig gátolt pigmentképzés a normálisnál gyorsabb ütemben indul újra. A permetszer hatására a vizsgált fajták egy részénél a normálisnál 15 százalékkal magasabb lett a termésben a karotinoidok (lutein és zeaxantin(en)) koncentrációja.
A zeaxantin a szem retinájának védelmében játszik fontos szerepet, és jelenlétével csökkenti az öregkori szembetegségek kialakulásának esélyét. Számottevő mennyiségben csak a kukoricában található meg, így koncentrációjának megemelkedése igen kedvező.
A mezotrion elsősorban a magról kikelő kétszikű gyomok ellen hatékony 120–170 g/ha dózisban. A gyomok 2–6 leveles fejlettsége, az intenzív növekedés időszaka a legkedvezőbb kijuttatási időpont. A mezotrionra kiemelkedő érzékenységet mutató libatop fajok, szerbtövis, selyemmályva, csattanó maszlag ellen, vagy 250–500 g/ha atrazinnal(en) kombinálva 6 levelesnél fejlettebb állapotban is jó hatékonyság érhető el.
A magról kelő egyszikű gyomok közül a kakaslábfű, a pirók újjasmuhar(en) és a vadköles közepesen érzékeny a mezotrionra, ezért érdemes S-metolaklórral(en) kombinálni.

## Története
Megfigyelték, hogy a Callistemon citrinus(en) cserje gyökérnedve gátolja a gyomok csírázását. A cserje alól gyűjtött talajmintából kimutatták, hogy a leptospermon(en) okozza a csírázásgátlást. A mezotrion a leptospermon szintetikusan előállított analógja.

## Hatása az emlősökre
Az emlősökben a tirozin lebontásának első két lépése: tirozin {\displaystyle {\xrightarrow {\text{TAT}}}} p-hidroxi-fenil-piroszőlősav(en) {\displaystyle {\xrightarrow {\text{HPPD}}}} homogentizinsav.
A mezotrion gátolja a tirozin lebontásáért felelős második enzimet, a p-hidroxi-fenil-piroszőlősav-dioxigenázt(en) (HPPD). Ezután a vér tirozinszintja a tirozin-aminotranszferáz(en) enzim aktivitásától függ, mely a különböző emlős fajok között nagyon változó.
A tirozin tartós magas plazmaszintje tirozinémiát(en) okoz, mely súlyos máj-, szem-, bőr- és idegkárosodással társul, és néhány év alatt akár halált is okozhat.
Az állatkísérletek szerint a patkány veleszületett TAT-aktivitása kicsi, ezért mezotrion hatására ki van téve a tirozinémiának, míg az egér és a nyúl nem. Patkánynál és nyúlnál nagy adag mezotrion hatására a magzat súlygyarapodása elmaradt a normálistól, míg egérnél nem volt számottevő különbség. Patkány és nyúl esetén a magzat enyhe csontváz-torzulását is tapasztalták, míg egérnél ez csak a legnagyobb mezotrion-adagnál fordult elő.
A mezotrion LD50-értéke patkánynál bőrön át >2000 mg/tskg, szájon át >5000 mg/tskg.
Az ember TAT-aktivitása az egéréhez hasonlít a legjobban a három állat közül, így a mezotrion kevéssé mérgező a számára. (A vizsgálatokat 250–1000 mg/tskg mezotrionnal végezték.) Önkénteseken egyszeri 0,5 mg/tskg mezotrion beadása után semmilyen következményt nem tapasztaltak.